# Elizabeth Frawley Bagley
Elizabeth Frawley Bagley (Elmira, 13 de julho de 1952) é uma diplomata, advogada, ativista política e filantropa americana. Foi a indicada para servir como embaixadora dos Estados Unidos no Brasil pelo governo de Joe Biden.

## Infância e educação
Bagley nasceu o segundo filho de oito filhos do juiz John D. Frawley e Rosemary Frawley. Em 1974, Bagley se formou cum laude com bacharelado em francês e espanhol pelo Regis College em Weston, Massachusetts. Ela se formou em 1987 pela Georgetown University Law School, onde obteve um JD Degree em Direito Internacional. Ela também frequentou a universidade e a faculdade de direito na França, Espanha e Áustria, onde estudou direito do comércio internacional e direito internacional público.

## Carreira
Bagley serviu em três administrações presidenciais como diplomata.
Durante o governo Carter, ela atuou como Oficial de Ligação do Congresso para os Tratados Torrijos-Carter . Além disso, ela foi assistente especial de Sol Linowitz, um dos principais diplomatas do presidente Jimmy Carter, para os Acordos de Camp David de 1979 a 1980. No crepúsculo da presidência de Carter, ela foi a ligação do Congresso para a Conferência sobre Segurança e Cooperação na Europa de 1980 a 1981.
Na administração Clinton, foi nomeada para servir como Embaixadora dos EUA em Portugal de 1994 a 1997. Mais tarde, ela atuou como Conselheira Sênior da Secretária de Estado Madeleine Albright, onde estabeleceu e chefiou o Escritório de Aquisição de Programação de Mídia para os estados recém-independentes dos Balcãs . Ela também serviu como ligação do Senado dos Estados Unidos para o Alargamento da OTAN.
Como advogada de direito internacional, foi professora adjunta de direito na Universidade de Georgetown, em Washington, de 1991 a 1993.
No governo Obama, ela atuou duas vezes como Conselheira Especial para Iniciativas do Secretário e foi nomeada pelo Presidente Obama como Delegada dos EUA na Assembleia Geral das Nações Unidas em setembro de 2012. Antes de assumir esses cargos, ela foi a Representante Especial para Parcerias Globais no Gabinete do Secretário de Estado .
Foi indicada pelo presidente Joe Biden para ser embaixadora dos Estados Unidos no Brasil.

## Posições atuais

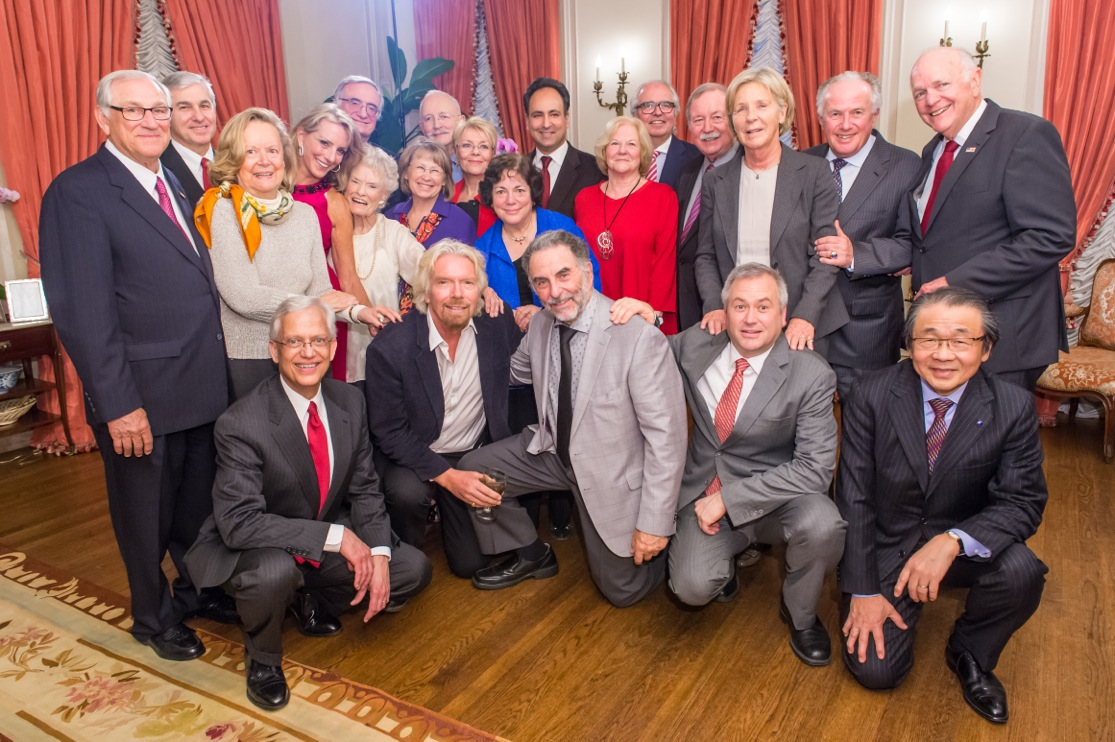
Elizabeth Frawley Bagley com o Conselho de Administração do Centro Internacional para Crianças Desaparecidas e Exploradas

Bagley é membro das associações de advogados de Massachusetts e do Distrito de Columbia. Ela foi a homenageada da Nantucket Celebration do American Ireland Fund em 2009 por sua filantropia em relação à República da Irlanda por mais de 30 anos. Ela também atua no Conselho de Administração do Instituto Democrático Nacional .
Em 17 de dezembro de 1983, ela se casou com Smith Bagley, ativista social, angariador de fundos democrata, executivo de negócios e neto de RJ Reynolds . Ele morreu em janeiro de 2010 aos 74 anos. Juntos, eles tiveram dois filhos: Vaughan Elizabeth Bagley e Conor Reynolds Bagley.
Ela reside em Washington, DC Ela também possui uma casa em Nantucket .
Bagley e seus filhos são donos das operações da operadora de telefonia celular Cellular One no nordeste do Arizona e noroeste do Novo México, sob a holding Smith Bagley Inc., que faz negócios como Cellular One do leste do Arizona.